# Luis Alfonso Gámez
Luis Alfonso Gámez (Bilbao, 1962) és un periodista especialitzat en informació científica i escepticisme. Va ser fundador de ARP-Societat per a l'Avanç del Pensament Crític (ARP-SAPC), i és fundador i soci actiu del Círculo Escéptico.
És autor del blog magonia, on escriure sobre l'anàlisi del mite ovni i els fenòmens paranormals. És conegut per les seves crítiques a la medicina alternativa i als moviments contraris a les vacunes.

## Periodisme i divulgació
A més de redactor del diari El Correu (1991-2023), ha estat col·laborador de la Cadena Ser, Ràdio Nacional de España i la revista Muy Interesante. Ha conduït la sèrie de televisió Escèptics de ETB i la secció El archivo del misterio del programa de La 2 Òrbita Laika. Des de 2010 manté una columna en espanyol, Paparruchas!, en la web del Comitè per a la Recerca Escèptica (CSI).
Va participar el 2001 en el llibre Skeptical odysseys. Personal accounts by the world’s leading paranormal inquirers (en català "Odissees escèptiques. Reflexions personals dels principals investigadors mundials sobre el paranormal"), editat pel filòsof Paul Kurtz.
Va coordinar l'obra col·lectiva Misterios a la luz de la ciencia (2008) (ISBN 9788498600810), publicada per la Universitat del País Basc.
Ha escrit els llibres El peligro de creer (2015), La cara oculta del misterio (2010) i Crónicas de Magonia (2012).

## Llibres publicats
- La cara oculta del misterio (2010) (ISBN 9788498367058)[12]
- Crónicas de Magonia (2012) (ISBN 9788461577880)
- El peligro de creer (2015) (ISBN 9788415589365)[13]
- El anciano que murió haciendo el amor con un fantasma (ISBN 9788419964113)[14]